# Euxoa atristrigata
Euxoa atristrigata är en fjärilsart som beskrevs av Smith 1890. Euxoa atristrigata ingår i släktet Euxoa och familjen nattflyn. Inga underarter finns listade i Catalogue of Life.